# محمد بن حيدر العاملي المكي
محمد بن حيدر العاملي المكي (1103 - 1139)، عالم دين شيعي من جبل عامل، أديب وشاعر. هاجر إلى مكة فنُسب إليها.

## ولادته ونسبه
ولد في العام 1103 هجري، وهو السيد محمد بن علي بن حيدر بن محمد بن نجم الدين الموسوي العاملي الكركي، المكي. كان ماهرا بعلوم الفلك والعربية، حسن التعبير والتحرير وهو من تلامذة الشريف النباطي

## مؤلفاته
1. برهان الحق المبين على لسان الخصم الألد المبين - في الإمامة
2. السبط السالك على المدارك والمسالك
3. الفوائد الجلية في إعراب أبيات الخزرجية
4. الحسام المطبوع في المعقول والمسموع، في علم الكلام
5. تنبيه وسن العين في المفاخرة بين بني السبطين.
6. رجل الطاوس إذا تبخر القاموس
7. كنز فرائد الأبيات للتمثيل والمحاضرات
8. الثقوب السنية في الفهوم الحسنية.
9. نجح أسباب الأدب المبارك في فتح قرب المولى شبير بن مبارك.
10. العبائر المزجية في تركيب الخزرجية.
11. مذاكرة بين الراحة والعنا في المفاخرة بين الفقر والغنى.
12. اقتباس علوم الدين من النبراس المبين.
13. ثواقب العلوم السنية في مناقب الفهوم الحسنية
14. الانواء المبكرة في شرح خطبة التذكرة (لداوود الأنطاكي)
15. ري الصادر في الأسماء والمصادر
16. مطلع البدر التمام في شرح قصيدتي أبى تمام
17. تنضيد العقود السنية بتمهيد الدولة الحسينية
18. وله ديوان من الشعر.

## أولاده
من أولاده: 
- السيد مرتضى بن السيد محمد بن حيدر العاملي المكي: كان فاضلا اديبا شاعرا.[2]

## وفاته
كانت وفاته يوم الاثنين 2 ذي الحجة عام 1139 هجرية في مكة المكرمة وفيها دُفن.